# CKEditor
 (octobre 2012).
CKEditor (anciennement FCKeditor) est un éditeur de texte enrichi de type WYSIWYG en javascript, pouvant servir pour la création de pages web. Son code source est ouvert et est disponible sous une licence "commercial" ou diverses licences libres.  
Il est relativement léger[réf. nécessaire] et ne nécessite pas d'installation côté client.
La première version a été diffusée en 2003.
CKEditor est compatible avec la plupart des navigateurs web dont Internet Explorer 6.0+, Firefox 2.0+, Safari 3.0+, Google Chrome, Opera 9.50+ et Camino 1.0+.